# Погода, Ульрих
У́льрих По́года (н.-луж. Ulrich Pogoda, 31 июля 1954 года, Виттихенау, Германия) — лужицкий композитор и музыкальный редактор.

## Биография
Ульрих Погода родился 31 июля 1954 года в городе Виттихенау (Кулов). Свои первые музыкальные уроки начал в музыкальной школе в городе Хойерсверда (Войерецы). Закончив спортивную школу, продолжил своё музыкальное образование до 1974 года в Музыкальной академии в Веймаре и консерватории Котбуса. В 1985 году был музыкальным редактором радиовещания на нижнелужицком языке радиостанции «Rundfunk» (сегодня — студия Котбус радиостанции «Rundfunk Berlin-Brandenburg»).

## Творчество
Ульрих Погода пишет разнообразные по жанрам музыкальные произведения, в том числе вокальные и мюзиклы. В своих произведениях использует диатонические гаммы, традиционные методы композиции, полифонические и гармонические структуры. Принимает участие в организации лужицкой музыкальной жизни.
Произведения
- Marionettentänze — Capriccio op. 1 für Streichquartett (UA: 1989)
- Fantasia von colore für Altsaxophon und Streichquartett op. 3 (UA: 1996)
- Zwölf Monate — Zyklus für Klavier op. 5 (UA: 1993)
- Adagio für Flöte, 2 Violinen und Klavier op. 12 (UA: 1996)
- Im Zauberwald für Flöte, 2 Violinen und Klavier (UA:1996)
- Drei poetische Bilder für Mezzosopran, Bariton, Violoncello und Klavier, (UA: 1996)
- Fetzer — Ein Jugendstück, Musical für Jugendchor und Schülerorchester (1997)
- Konzert für Klavier und Orchester op. 20 (1997/98, UA: 1999)
- Di sera a Roma für Klavier op. 21 (UA: 1999)
- Zymski lěs (Winterwald), Konzertantes Lied für mittlere Gesangsstimme und Orchester, (2000)
- Sinfonisches Poem Maria Grollmuß für Orchester (2000/01)
- Concerto saxofonica für Altsaxophon und Orchester (2001)
- Serbska reja (Sorbischer Tanz) für Orchester (2002)
- Stufen, Konzertantes Lied für Sopran und Orchester, Text: Hermann Hesse (2002)
- Quartetto con moto für Streichquartett
- A little story für Violine und Klavier
- Introtropical für Flöte und Klavier (UA: 2002)
- Zognowanje für Terzett und Klavier (UA: 2003)
- Toccata con spirito für Orgel (UA: 2004)
- Hommage à KW für Orgel (UA: 2005)
- Sieben nicht nur auf einen Streich für Streichorchester
- Drei Monologe für Flöte und Klavier (UA: 1997)
- Acht Segmente für Sprecher und Orchester (Nach Bruchstücken aus dem Roman «Bild des Vaters» von Jurij Bresan) (UA: 2001)
- Psalmfantasie Nr.1 für Orgel «Denn Du bist mein Fels…» (Psalm 31/4) (UA: 2005)
- Psalmfantasie Nr.2 für Orgel «Der Herr ist mein Licht und mein Heil» (Psalm 27/1) (UA: 2005)
- Hand-lungen für Klarinette Solo (UA: 1999)
- Ora pro nobis für Klarinette und Orgel (UA: 1996)
- Premenjene roze — Verwandelte Rosen, Zyklus für mittl.Gesangsstimme und Klavier (UA: 2001)
- Ballade für Bläserquintett — Frühling für die Kinder von Bosnien (UA: 1993)
- Fünf submodale Skizzen für Oboe und Violine (UA: 1996)
- Paso doble quasi noble für Klarinettenquartett (UA: 1996)
- Submodales Intermezzo für Klarinettentrio (UA: 1996)
- Zwei Miniaturen für Klarinettenquartett (UA: 1995)
- Romance für Flöte und Gitarre (UA: 1996)
- Sonate für Violine und Klavier (UA: 2000)
- Meditativo für Flöte, Violoncello und Klavier (UA: 2001)
- Konturen einer Landschaft für Flöte, Harfe, Percussion und Klavier (UA: 2004)
- The Talk Of Strings And Tongues für Violine, Akkordeon und Gitarre (1993)
- Maceri (Der Mutter) für Chor und Streichorchester (2003)
- Humoreske für Viola, Violoncello und Klavier (UA: 1993)
- Fughetta maestoso für Orgel(im alten Stil)(UA: 2003)
- Cottbuser Parkeisenbahn für Akkordeonorchester (UA: 2004)

## Награды
- Премия лужицкой организации «Домовина»;
- Лауреат премии Бранденбургского конкурса сочинений для струнного оркестра (1994);
- Стипендия «Villa Massimo» (Рим, 1999).